# Campbell's Hall of Fame Tennis Championships 2007
Campbell's Hall of Fame Tennis Championships 2007 — тенісний турнір, що проходив на трав'яних кортах у місті Ньюпорт (Род-Айленд), США з 9 липня . Належав до категорії International Series.

## Фінальна частина

### Одиночний розряд
Фабріс Санторо —  Ніколя Маю 6–4, 6–4

### Парний розряд
Джордан Керр /  Джим Томас —  Натан Гілі /  Ігор Куніцин 6–3, 7–5